# Foro (Internet)

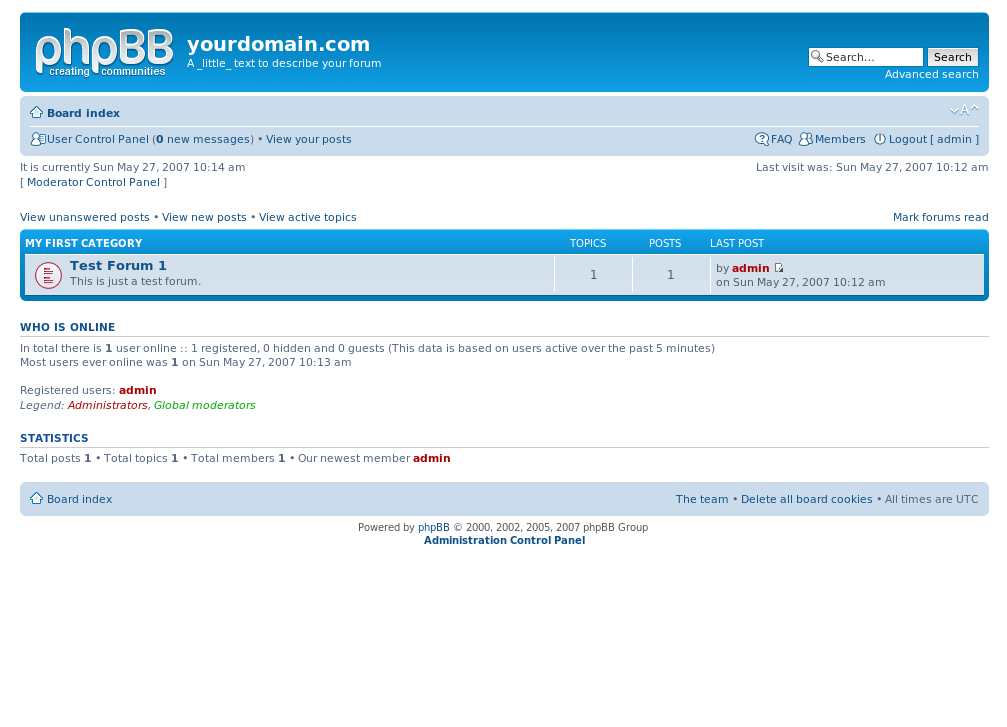
Aspecto de una plantilla para la creación de un foro phpBB.

Un foro de Internet es un sitio de discusión en línea donde se publican mensajes sobre un tema, creando de esta forma un hilo de conversación jerárquico (thread en inglés).
La diferencia entre esta herramienta de comunicación y la mensajería instantánea es que en los foros no hay un "diálogo" en tiempo real, sino que se publica una opinión que será leída más tarde por alguien quien puede comentarla o no. Los foros permiten el análisis, la confrontación y la discusión, pues en ellos se tratan temas específicos de interés para un grupo de personas.
Dependiendo del foro, se necesitará registrarse para poder comentar o se podrá hacerlo de forma invitada (sin necesidad de registro ni conexión).

## Historia
Los foros son descendientes de los sistemas de noticias BBS (Bulletin Board System) y Usenet, populares en los años 1980 y 1990. Por lo general los foros en Internet existen como un complemento a un sitio web, invitando a los usuarios a discutir o compartir información relevante a la temática del sitio, con lo cual se llega a formar una comunidad en torno a un interés común.
Comparado con los Wikipedia 
no se pueden modificar los aportes de otros miembros a menos que se tengan ciertos permisos especiales como los asignados a moderadores o administradores. Por otro lado, en comparación con los weblogs, se diferencian en que los foros permiten una gran cantidad de usuarios y las discusiones están anidadas, algo similar a lo que serían los comentarios en los weblogs. Además, por lo general, los foros suelen ser de temas más diversos o amplios con una cantidad de contenido más variado y la posibilidad de personalizar a nivel usuario (no solo a nivel dueño).
Un foro en Internet, comúnmente, permite que el administrador del sitio defina varios foros sobre una sola plataforma. Estos funcionarán como contenedores de las discusiones que empezarán los usuarios; otros usuarios pueden responder en las discusiones ya comenzadas o empezar unas nuevas según lo crean conveniente.

## Características técnicas
Para ser un foro de Internet, una web debe incluir la posibilidad de publicar hilos y respuestas.

### Mensajería privada
Los mensajes privados (comúnmente conocidos como MP o PM en inglés, abreviación de "private message") es un sistema incorporado en los foros modernos que permiten el intercambio de mensajes o de debates entre los usuarios sin que otros puedan conocer lo hablado. La forma de funcionamiento del sistema de mensajería privada funciona de forma semejante a un sistema de correo electrónico: existen distintas bandejas (de entrada, de salida, borradores, etcétera) en las que se conservan los mensajes. En la bandeja de entrada llegan los mensajes que se reciben, en la de salida aquellos que se han enviado y en borradores los que aún no se han enviado y que aun se siguen editando.

## Jerga
La popularidad de los foros permitió darlos a conocer a una gran variedad de personas que acabaron formando una comunidad. Esta comunidad utiliza términos que provienen de la comunidad inglesa de foros. Algunos términos son: thread (tema, argumento, hilo) post (mensaje respondido a un tema), forum (cada uno de los foros dentro de un sistema de foros). Algunos usuarios defienden el uso de los términos en castellano, aunque es más común verlos en inglés.
Por otro lado, se utilizan las siguientes palabras para denominar a los diferentes tipos de usuarios que pertenecen a un foro. Moderators, que supervisan las interacciones en el foro para mantener un ambiente respetuoso, los lurkers, que observan las discusiones sin participar activamente y los trolls provocan conflictos al publicar comentarios intencionalmente provocativos o insultantes.

## Enemigos del correcto funcionamiento del foro
Los principales enemigos del correcto funcionamiento del foro y que un moderador o los moderadores debe controlar, son:
Spam: la publicación de mensajes no solicitados, generalmente publicitarios, de forma caótica o en contra de las reglas del foro.
Troles: usuarios cuyo único interés es molestar a otros usuarios e interrumpir el correcto desempeño del foro, ya sea por no estar de acuerdo con su temática o simplemente por divertirse de ese modo.
Leechers: usuarios que solo desean aprovecharse.
Arqueólogos: usuarios que se dedican a revivir post antiguos.
Chaters: usuarios que en foros, chats, y otros medios, escriben en un lenguaje corto, simplificando palabras al igual que en el SMS, o que intencionalmente no respetan la ortografía, presentando una escritura poco comprensible por otros miembros del foro.
Fake: usuarios que se hacen pasar por otros miembros. 
Usuarios títeres: usuarios que están inscritos en el foro dos o más veces, haciéndose pasar por diferentes miembros, pero los administradores pueden acabar con esto mirando periódicamente las IP de los usuarios.

## Otros datos
Muchos foros en Internet tienden a fomentar la creación de comunidades con reglas propias e incluso con un lenguaje distintivo, formando una subcultura. Se llegan a organizar eventos sociales que pueden llegar a involucrar viajes internacionales masivos.
Más allá de que son una herramienta en Internet, los foros generan una gran cantidad de escritos; pero en contraste con otras tecnologías modernas basadas en Internet, como la mensajería instantánea (conocida popularmente por ir en contra de la cultura, en su acepción de conocimientos generales y vocabulario); muchos de los miembros de los foros realmente se preocupan por la calidad de los textos, tanto en contenido como en redacción, ortografía, gramática y otras características del lenguaje escrito, teniendo este tipo de usuarios un especial énfasis en corregir a los chaters.
Algunas comunidades han encontrado en los foros una utilidad como herramienta para clasificar y almacenar enlaces de archivos distribuidos en P2P, P2M y descarga directa.

## Tipos de foros
Hay tres tipos de foros:
- Foro Público: El foro público es aquel donde todos pueden participar sin tener que registrarse. Todos pueden leer y enviar mensajes.[5]
- Foro Protegido: El foro protegido es inalterable para usuarios no registrados. Es decir, si usted quiere enviar mensajes, primero debe registrarse.
- Foro Privado: El foro privado es solo accesible para usuarios registrados en uno de los siguientes grupos: admin, moderador, y miembro. Para tener acceso a este tipo de foro, no obstante, el administrador debe aún permitirle la entrada.

Además, también existen foros de discusión: espacios virtuales para discutir sobre temas específicos, intercambiar ideas, teorías y opiniones.